# Megalastrum pleiosoros
Megalastrum pleiosoros är en träjonväxtart som först beskrevs av J. D. Hook., och fick sitt nu gällande namn av Alan Reid Smith och R. C. Moran. Megalastrum pleiosoros ingår i släktet Megalastrum och familjen Dryopteridaceae. Inga underarter finns listade.